# Protestantyzm w Kolumbii
Protestantyzm w Kolumbii – według badań przeprowadzonych przez Pew Research Center w 2010 roku wyznaje 4 640 000 ludzi (10% ludności). Większość to ewangeliczni chrześcijanie. W Kolumbii działają różne wyznania protestanckie, największe z nich to: pentekostalizm (3,9%), ruch charyzmatyczny i adwentyzm (0,9%).
Choć Kolumbia jest krajem tradycyjnie katolickim, od wielu lat obserwowany jest tu bardzo intensywny rozwój ewangelikalnego protestantyzmu. Coraz więcej osób przechodzi z Kościoła katolickiego do kościołów ewangelicznych (w tym w dużej mierze do tych, o charakterze zielonoświątkowym).
Mimo iż rząd popiera ideę wolności religijnej, prześladowania protestantów w Kolumbii nie należą do rzadkości. Ataki na protestantów prowadzone były przez różne organizacje rebelianckie, np. FARC oraz Armię Wyzwolenia Narodowego. Na przełomie XX i XXI wieku zamordowanych zostało ponad stu pastorów z kościołów ewangelikalnych, z czego za 90% ataków odpowiedzialna jest organizacja FARC. Bardzo często obserwuje się ataki na kaplice i instytucje ewangeliczne (m.in. szkoły) oraz porwania pastorów.

## Statystyki

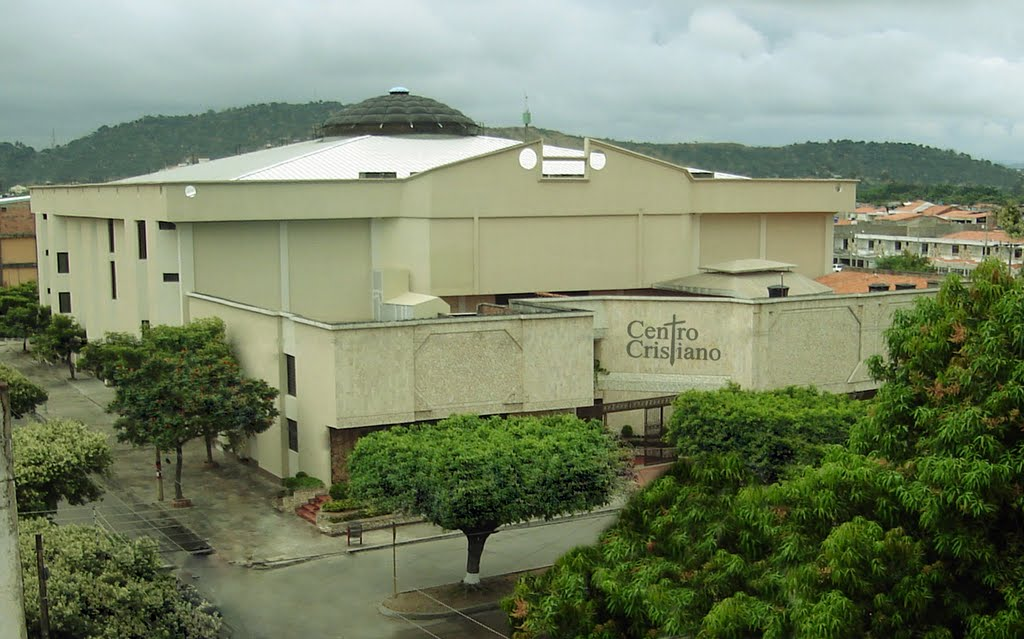
Zbory Boże w Kolumbii

Największe denominacje protestanckie w Kolumbii, w 2010 roku, według Operation World:
| Kościół                                              | Liczba członków | Liczba wiernych | Procent ludności |
| ---------------------------------------------------- | --------------- | --------------- | ---------------- |
| Zjednoczony Kościół Zielonoświątkowy                 | 168 531         | 482 000         | 1,04%            |
| Kościół Adwentystów Dnia Siódmego                    | 295 000         | 413 000         | 0,89%            |
| Nowotestamentowe Kościoły Domowe                     | 85 000          | 195 000         | 0,42%            |
| Międzynarodowa Misja Charyzmatyczna                  | 61 667          | 185 000         | 0,4%             |
| Zbory Boże                                           | 43 000          | 150 000         | 0,32%            |
| Kościół Poczwórnej Ewangelii                         | 42 904          | 130 000         | 0,28%            |
| Avivamiento                                          | 46 000          | 115 000         | 0,25%            |
| Środkowoamerykańskie Stowarzyszenie Chrześcijańskie  | 31 667          | 95 000          | 0,21%            |
| Kościół „Chrześcijańska Krucjata”                    | 27 000          | 72 900          | 0,16%            |
| Karaibskie Stowarzyszenie Ewangelicznych Chrześcijan | 41 143          | 72 000          | 0,16%            |
| Misja Pan-amerykańska                                | 12 600          | 63 000          | 0,14%            |
| Kolumbijska Konwencja Baptystyczna                   | 19 000          | 57 000          | 0,12%            |